# Kai Agthe
Kai Agthe (* 12. Oktober 1970 in Naumburg an der Saale) ist ein deutscher Schriftsteller.

## Leben
Er studierte nach einer Ausbildung zum Facharbeiter für Eisenbahnbautechnik mit Abitur und dem Zivildienst Germanistische Literaturwissenschaft und Kunstgeschichte in Halle und Jena (hier ausschließlich literaturwissenschaftliche Seminare absolviert). Er war von 2002 bis 2007 wissenschaftlicher Mitarbeiter am Germanistischen Institut der Martin-Luther-Universität Halle-Wittenberg, Lehrstuhl für Komparatistik von Werner Nell. Seit 2001 ist er Vorstandsmitglied der Literarischen Gesellschaft Thüringen e.V. und seit 2005 ist er Mitglied im PEN-Zentrum Deutschland. 2009/10 unterrichtete er deutsche Sprachpraxis und deutsche Literaturgeschichte am Institut für Germanische Philologie an der Adam-Mickiewicz-Universität zu Poznań in Polen. 2010 gestaltete er für die Stoll VITA Stiftung in Waldshut-Tiengen eine Dauerausstellung zur Geschichte des Unternehmens Sedus Stoll und war Redakteur einer Festschrift zum 25-jährigen Bestehen der Stoll VITA Stiftung. Er arbeitet als freier Journalist, Literaturwissenschaftler und Lehrbeauftragter am Historischen Seminar der Technischen Universität Braunschweig (Lehrstuhl von Matthias Steinbach) mit dem Schwerpunkt „Literatur und Zeitgeschichte“ und am Musikgymnasium Schloss Belvedere in Weimar mit dem Schwerpunkt „Musik und Literatur“. Als Literaturkritiker ist er vor allem für die Thüringische Landeszeitung (Weimar), das Neue Deutschland (Berlin), Das Blättchen (Berlin) und den Palmbaum - Literarisches Journal aus Thüringen (Jena) tätig. Agthe hat als Autor und Herausgeber mehrere Sachbücher veröffentlicht.
Seit 2002 gibt er, in Nachfolge von Wulf Kirsten, die Buchreihe Edition Muschelkalk der Literarischen Gesellschaft Thüringen heraus. Bislang zeichnete er für 33 Bände als Herausgeber verantwortlich.
2002 erhielt Agthe für seinen Essay Diese Maschine ist delicat wie ein kleiner Hund und macht viel Noth den Förderpreis zum Caroline-Schlegel-Preis.